# Basmath
Basmath (o Basmat, Basmathnagar) è una città dell'India di 57.360 abitanti, situata nel distretto di Hingoli, nello stato federato del Maharashtra. In base al numero di abitanti la città rientra nella classe II (da 50.000 a 99.999 persone).

## Geografia fisica
La città è situata a 19° 19' 0 N e 77° 10' 0 E e ha un'altitudine di 379 m s.l.m..

## Società

### Evoluzione demografica
Al censimento del 2001 la popolazione di Basmath assommava a 57.360 persone, delle quali 29.745 maschi e 27.615 femmine. I bambini di età inferiore o uguale ai sei anni assommavano a 8.988, dei quali 4.672 maschi e 4.316 femmine. Infine, coloro che erano in grado di saper almeno leggere e scrivere erano 37.382, dei quali 21.758 maschi e 15.624 femmine.